# Abdijkerk van Sainte-Foy

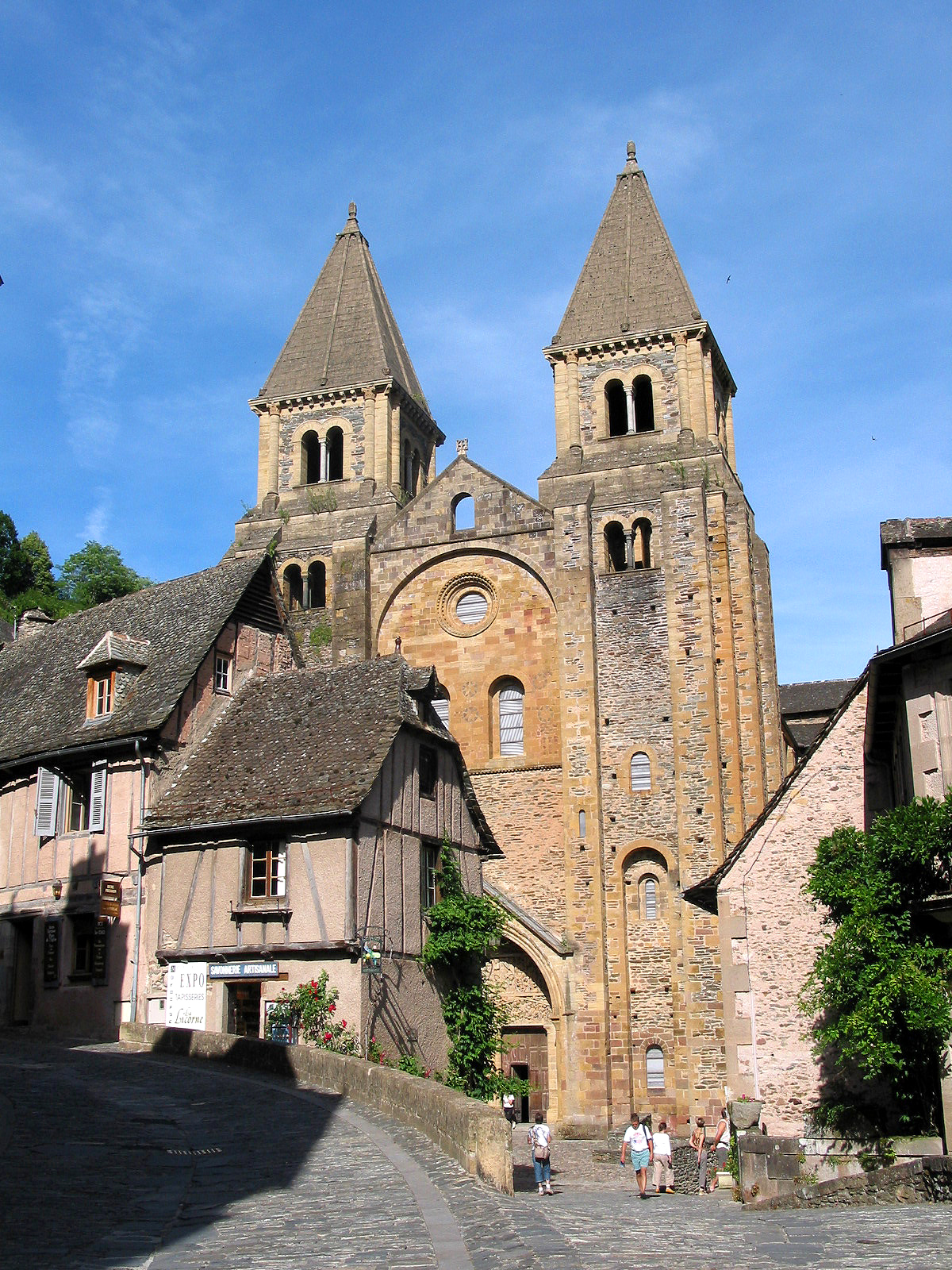
Abdijkerk van Sainte-Foy

De Abdijkerk van Sainte-Foy ligt in Conques in het departement Aveyron in Frankrijk. De kerk is gebouwd in de romaanse stijl uit Auvergne. Ze bevat een beroemd gebeeldhouwd timpaan, dat het Laatste Oordeel voorstelt. De bouw begon in de 11e eeuw en is in de 12e eeuw voltooid. 
De kerk is beschermd als UNESCO-werelderfgoed als onderdeel van de pelgrimsroutes in Frankrijk naar Santiago de Compostella.

## Geschiedenis

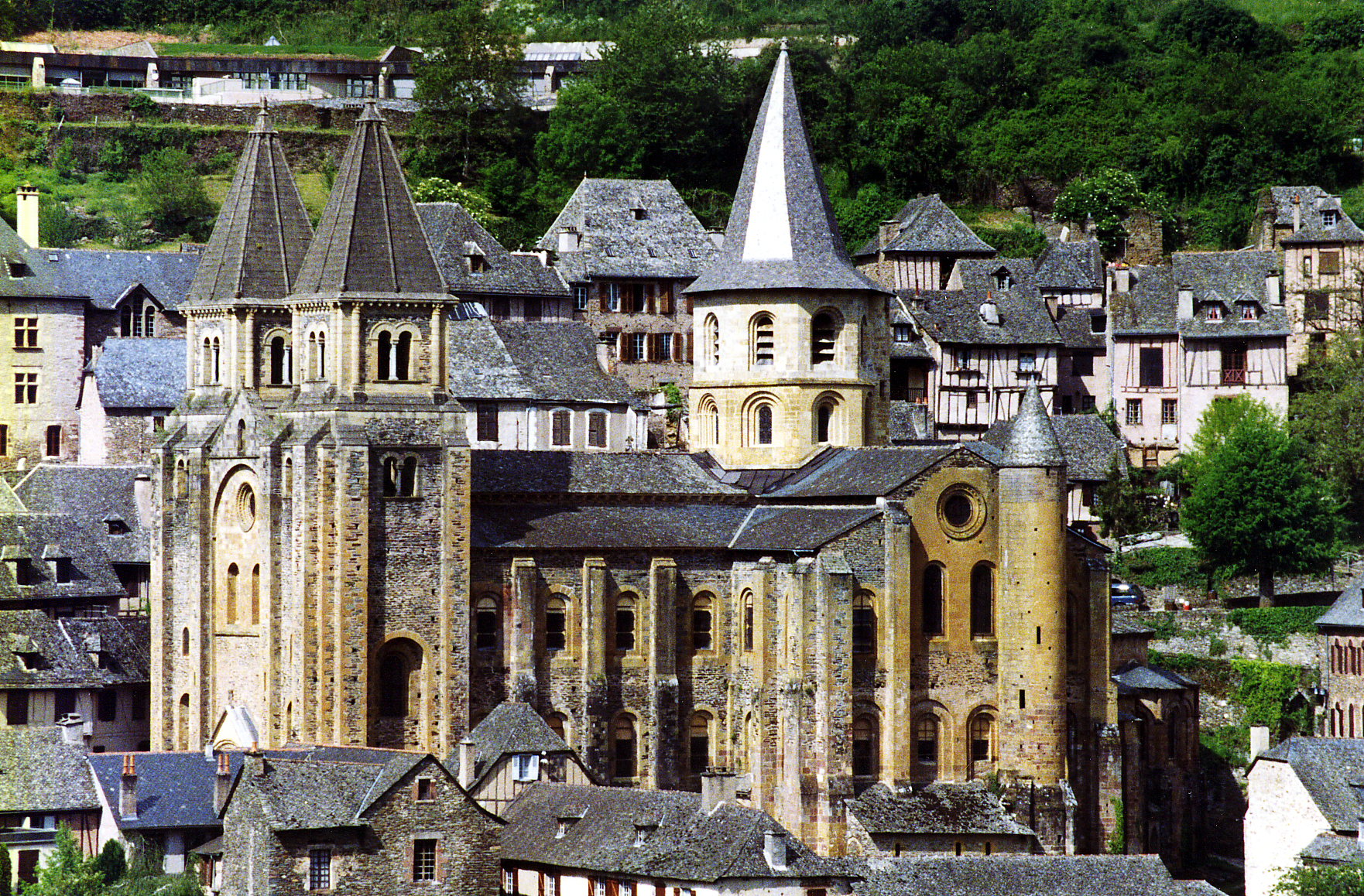
Abdijkerk Sainte-Foy

Rond 866 werden de relieken van de heilige Foy naar Conques gebracht. De heilige Foy of Fides leefde in de 4e eeuw in Agen en stierf er de marteldood. De legende vertelt dat een handige monnik de relieken roofde en onderbracht in het klooster van Conques. Vanaf toen namen de mirakelen toe, wat meteen bewees dat de roof verantwoord was. 
De bouw van de huidige kerk, die een ouder karolingisch gebouw verving, begon tussen 1041 en 1052 onder abt Odolric. Voor zijn dood in 1065 was het koor gereed. Het schip was klaar aan het begin van de 12e eeuw. In de middeleeuwen was het de kerk van een benedictijnenabdij.
Met de opkomst van de pelgrimage naar Santiago de Compostella werd Conques een van de belangrijkste haltes op de pelgrimsroute vanuit Le Puy-en-Velay (via Podiensis).
Later raakte de kerk in vergetelheid. In 1568 brandde de kerk gedeeltelijk af bij een aanval van protestanten. Na de Franse Revolutie en de opheffing van de abdij raakte het gebouw verder in verval. In 1839 gaf de gemeente Conques de opdracht de kerk, die op instorten stond, te slopen. De schrijver en inspecteur van de monumentendienst Prosper Mérimée redde de kerk van de ondergang, door aan te dringen op restauratie. Hij zorgde dat de kerk beschermd werd als Monument historique.
In 1992 werd de abdijkerk van Conques een priorij van de premonstratenzer abdij van Mondaye.

## Architectuur

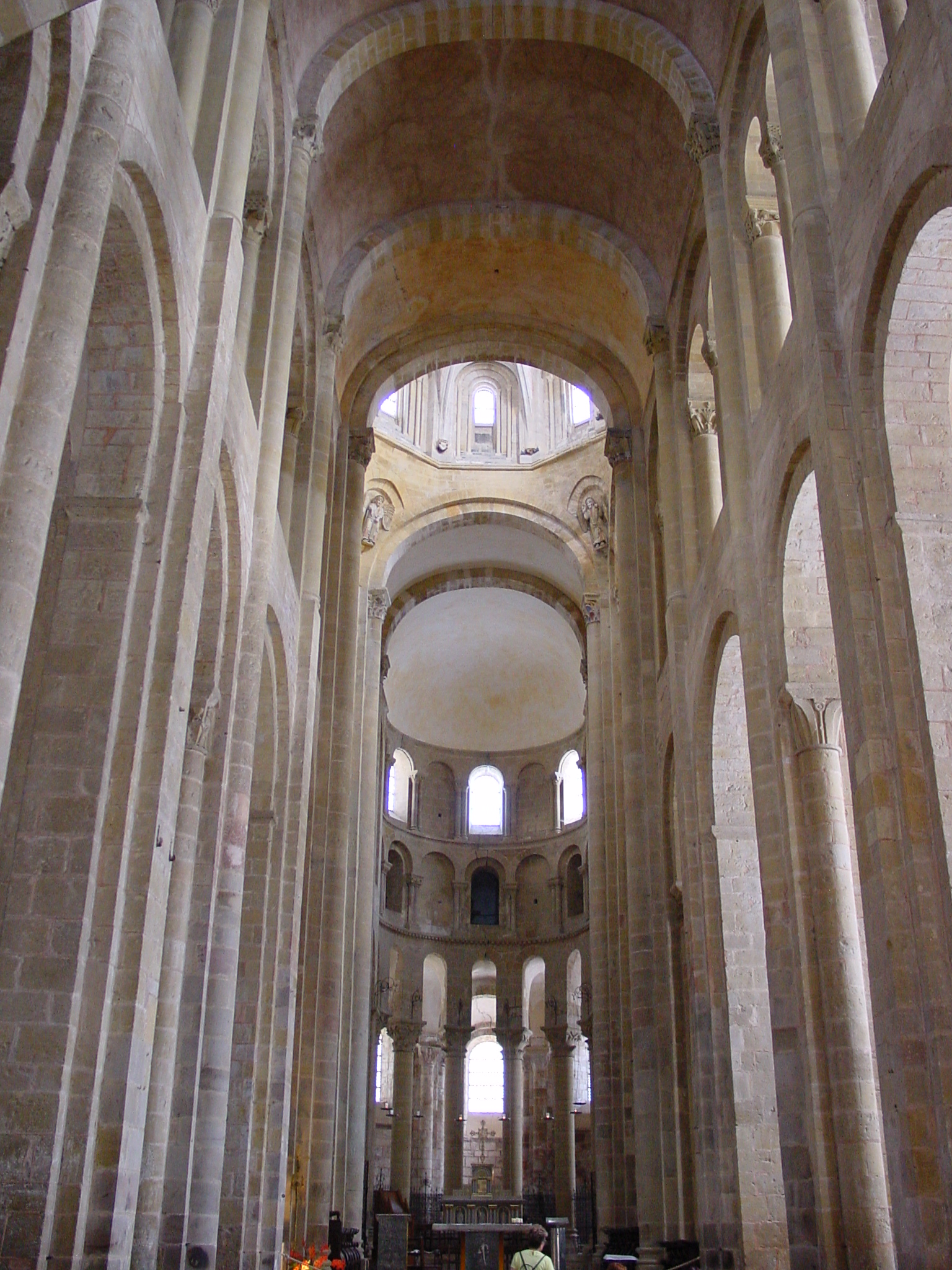
Interieur

De abdijkerk heeft een sober interieur. Het schip heeft een hoogte van 22 meter en een breedte van 6,8 meter. De kerk heeft een tongewelf. Mogelijk was het het hoogste gewelf uit zijn tijd (rond 1060); Cluny III werd in 1088 nog hoger gebouwd. Meer dan 250 kapitelen zijn gedecoreerd met beeldhouwwerk.
Op de viering bevindt zich een koepel; deze werd herbouwd in de 15e eeuw nadat de oorspronkelijke koepel ingestort was. Het koor heeft een kooromgang met vijf absidiolen, die de pelgrims in staat stelde langs de relieken van de heilige Foy te lopen. 
De abstracte kunstenaar Pierre Soulages voorzag de kerk in de tweede helft van de twintigste eeuw van nieuwe glas-in-loodramen.
Van de kloostergang is slechts een galerij behouden gebleven.

## Timpaan

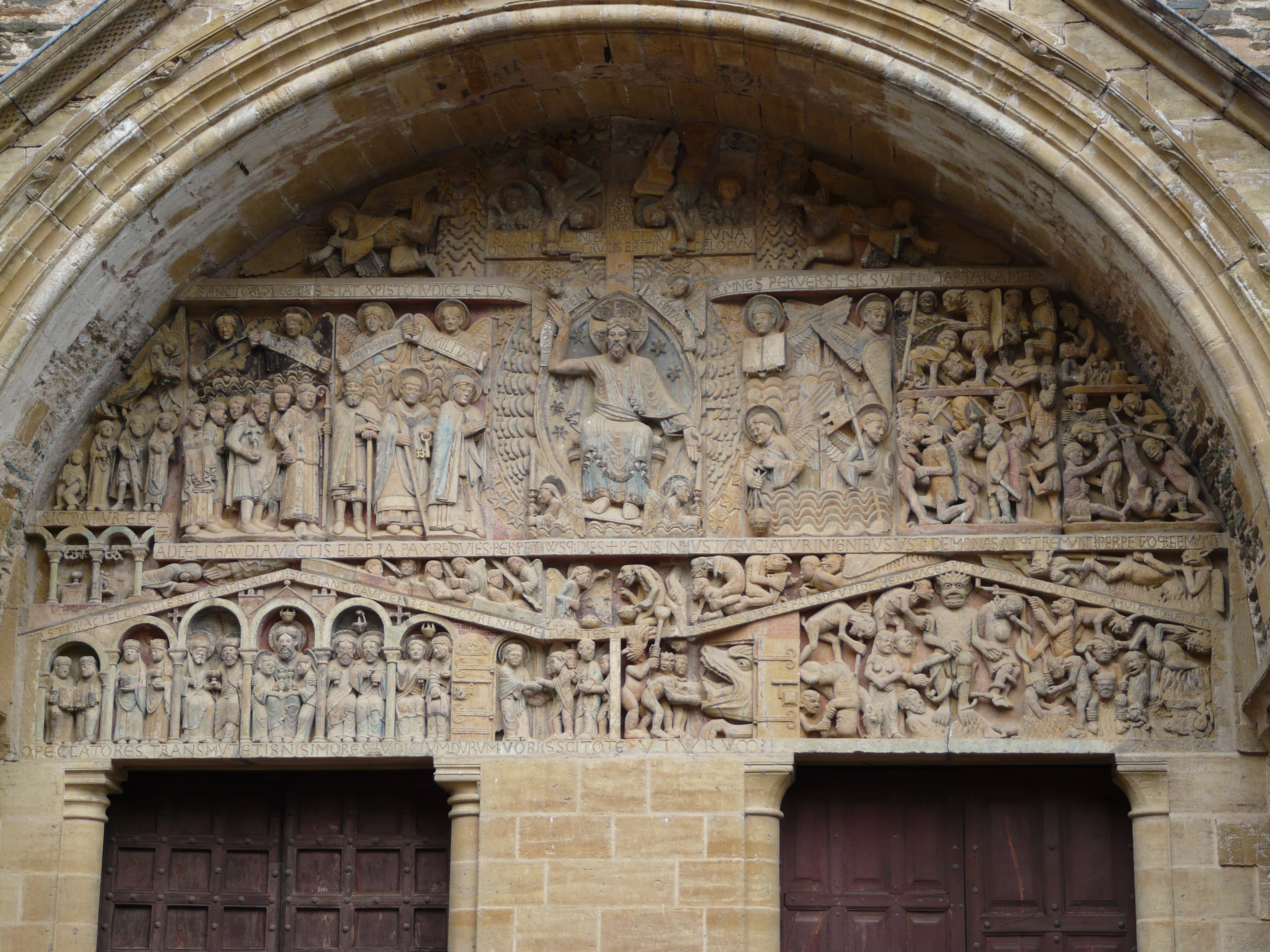
Timpaan

Het timpaan in de westfaçade is een bekend voorbeeld van romaanse beeldhouwkunst. Het dateert van voor 1130. Op het timpaan wordt het Laatste Oordeel voorgesteld. De voorstelling meet 6,73 bij 3,63 meter en bevat meer dan 120 personen.
In het midden van het timpaan is Christus in de mandorla afgebeeld, omgeven door engelen. Jezus Christus is afgebeeld als de Verlosser, dat is ook de oorspronkelijke titel van de abdijkerk. Hij maakt een verlossend gebaar door met open handen de booswichten uit te nodigen richting de hemel. Het is dus niet zo dat hij oordelend de mensen hun plaats wijst, zoals in de toeristenfolders wordt gemeld. Zijn vingers wijzen niet, zijn handen zijn open. (Aldus de uitleg van de prior van de abdij.). De uitverkorenen worden aangevoerd door Maria; verder zijn onder andere Petrus en Karel de Grote te zien. Links daaronder verbeelden drie arcaden de kerk van Conques. Rechts daarvan ziet men de heilige Foy knielend in gebed voor de hand van God.
In het onderste deel van het timpaan ziet men links (rechts voor Christus) het hemelse Jeruzalem, met in het midden Abraham. Rechtsonder ziet men de hel met een duivel en de bestraffing van de zeven hoofdzonden.

## Kerkschat

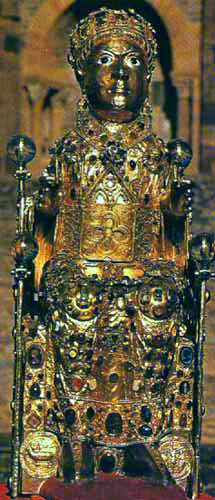
Reliekhouder van Sainte-Foy

Veel kerkschatten zijn behouden gebleven, onder meer doordat de bewoners van Conques de waardevolle stukken verborgen hielden in hun huizen gedurende de Franse Revolutie. Naast de kerk is een museum ingericht. De verzameling geeft een goed beeld van Franse edelsmeedkunst van de 9e tot de 16e eeuw en bevat enkele opmerkelijke voorwerpen, waaronder de beroemde vergulde reliekhouder van de heilige Foy uit de 10e eeuw. 

## Afbeeldingen

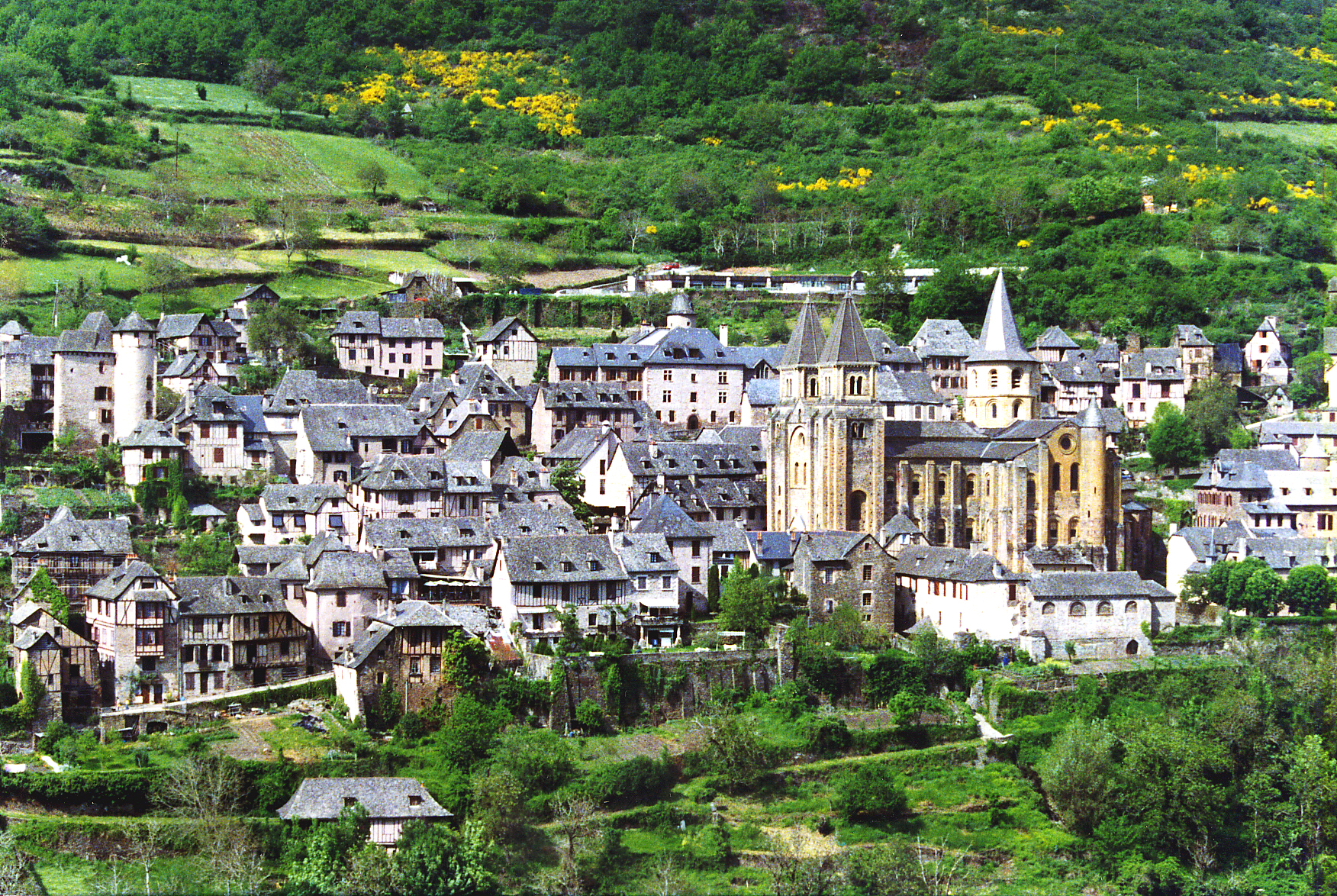
Dorp met de kerk
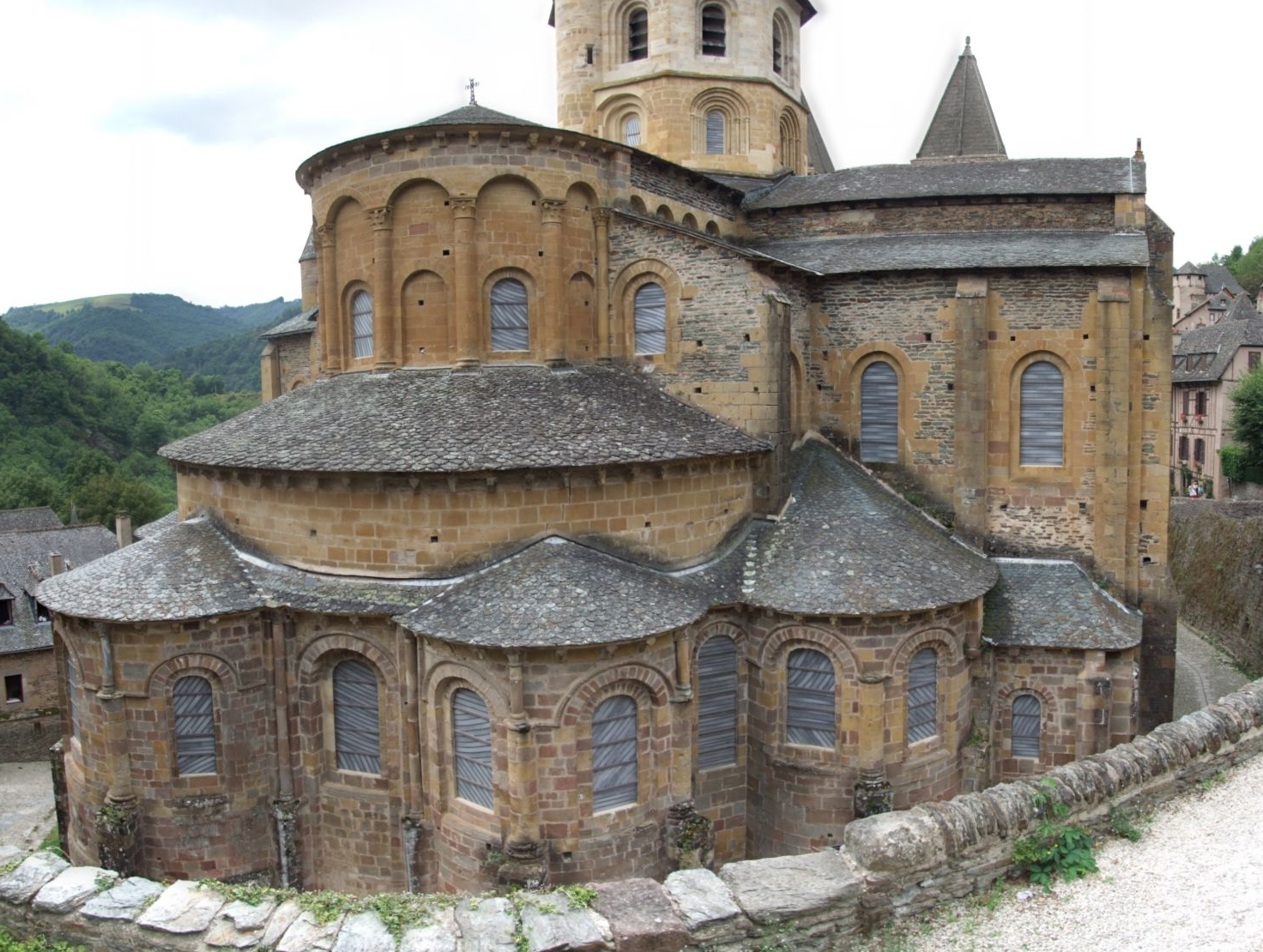
Koor van de kerk
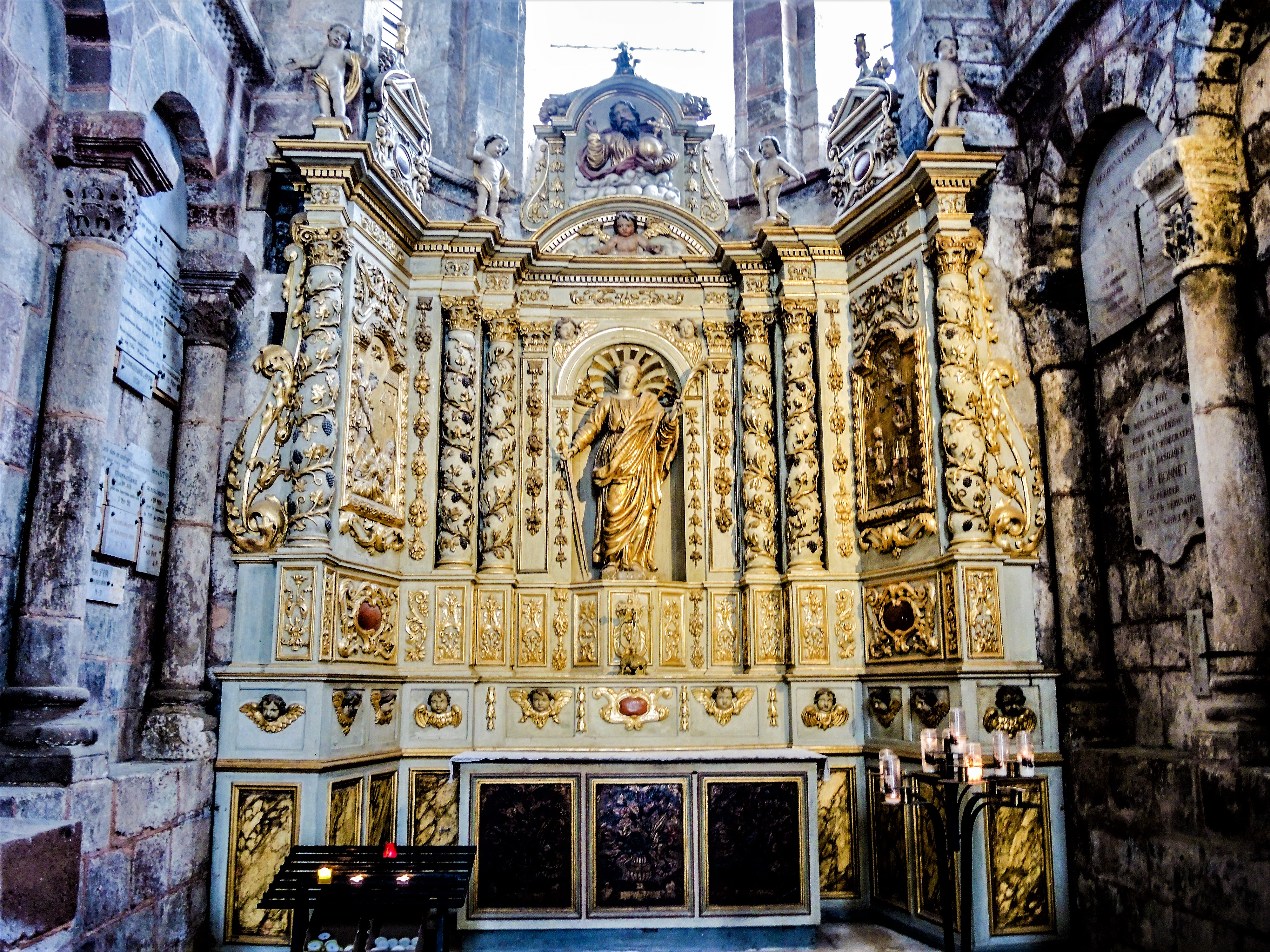
Retabel